# Marina Murinova
Marina Ducroux-Murinova, née Marina Viktorovna Murinova, née le 28 avril 1980 à Leningrad (RSFS de Russie), est une gymnaste trampoliniste russe naturalisée française.

## Biographie
Marina Murinova est née d'un père entraîneur de plongeon puis de trampoline et d'une mère trampoliniste.  
Elle est sacrée sous les couleurs de la Russie championne du monde par équipe en 1998 et 1999 et championne d'Europe par équipe en 1997, 2002 et 2004.  
En double mini-trampoline, elle remporte le titre mondial individuel et par équipe en 2001.
Marina Murinova remporte aussi la médaille d'argent en trampoline individuel et la médaille de bronze en trampoline synchronisé avec Natalia Tchernova aux Championnats d'Europe de 2004 à Sofia. 
Elle vit depuis 2002 en France, . Elle est naturalisée française le 23 février 2006. Elle est médaillée de bronze en trampoline synchronisé aux Championnats d'Europe de 2008 et par équipe en 2010.
Marina Murinova ne parvient à se qualifier pour les Jeux olympiques d'été de 2012, terminant douzième du test event qui s'est tenu à Londres en janvier 2012.